# ميدالية النجمة البرونزية
ميدالية النجمة البرونزية(بالإنجليزية: Bronze Star Medal)‏ و تنطق بْرُونزْ سْتارْ مِيدَلْ والنجمة البرونزية هي وسام الولايات المتحدة الأمريكية تمنح لأفراد القوات المسلحة للولايات المتحدة سواء لإنجاز بطولي، خدمة بطولية، أو تحقيق عن جدارة، أو خدمة جليلة في منطقة قتال.
كلما حصل على ميدالية من قبل قوات الجيش أوالقوات الجوية في الهجوم ببسالة، يعلق شارة "V" على بدلته العسكرية من قبل القوات البحرية ومشاة البحرية، وخفر السواحل لأعمال بسالة أو خدمة جليلة في القتال.
ضباط من القوات النظامية الأخرى من الولايات المتحدة مؤهلين للحصول على هذه الجائزة، وكذلك الجنود الأجانب الذين خدموا مع أو جنبا إلى جنب مع فرع الخدمة في القوات المسلحة للولايات المتحدة.